# Solocal
Solocal (Euronext: LOCAL) es una empresa especializada en publicidad, comunicación y marketing digital para empresas locales. También ofrece servicios de investigación e intermediación entre particulares y profesionales. Es uno de los principales grupos europeos en términos de ingresos por publicidad en Internet. Solocal cotiza en la Bolsa de París.